# Грачёва, Екатерина Константиновна
Екатерина Константиновна Грачёва (1866, Санкт-Петербург — 1934, Ленинград) — первый русский педагог-дефектолог, работавший с умственно отсталыми детьми. Организовала в Санкт-Петербурге приют для детей с умственными и физическими недостатками. Доказала на опыте возможность развития детей с глубокой умственной отсталостью под влиянием воспитания и специального обучения. Автор оригинальных работ по специальной педагогике.

## Биография
Екатерина Константиновна Грачёва родилась 14 [26] ноября 1866 года в Санкт-Петербурге в семье биржевого маклера и купца 2-й гильдии Константина Петровича Грачёва и дворянки Алисы Граф. Она выросла в родительском доме на Большой Белоозёрской улице.
Стала крёстной матерью своего младшего брата, Николая Константиновича, который был болезненным ребёнком. Например, до семи лет он не ходил. Екатерина Константиновна тяжело переживала его состояние. После преждевременной смерти родителей, она заменила ему отца и мать. В 1887 году поместила его в диагностическое отделение Врачебно-воспитательного заведения доктора И.В. Маляревского, где у Николая Константиновича была диагностирована эпилепсия без органических нарушений нервной системы. Вскоре из-за участившихся припадков у него наступил паралич рук и ног. Екатерина Константиновна пыталась поместить брата в лечебное учреждение, но в России в то время не было учреждений для детей-эпилептиков.
Это подвигло Екатерину Константиновну посвятить свою жизнь служению больным детям. Она стала принимать деятельное участие в качестве члена-обследователя «Человеколюбивого общества», занималась выявлением тех, кто особенно нуждался в помощи. Ею было положено основание первому в России приюту для слабоумных детей, который открылся 4 декабря 1894 года. К работе в приюте Екатерина Константиновна привлекла врача-психиатра Владимира Михайловича Бехтерева, психолога Александра Фёдоровича Лазурского, сурдопедагога Александра Фёдоровича Остроградского. Особое покровительство до самой своей смерти приюту оказывал архимандрит Игнатий (Малышев).
С помощью анализа наблюдений за детьми, Екатерина Константиновна создала собственную методику обучения умственно отсталых детей. В мае 1898 года она устроила показательный экзамен, превосходные результаты которого помогли открытию специальной школы. Первая в России начальная школа для умственно отсталых детей открылась в августе 1898 года. В том же году приют стал называться «Приютом во имя Царицы Небесной». Екатериной Константиновной были написаны первые в России книги о методах воспитания и обучения умственно отсталых детей.
В 1900 году для привлечения благотворителей, при активном её участии, на базе приюта было основано «Братство во имя Царицы Небесной», которое находилось под покровительством Санкт-Петербургского митрополита и императрицы Александры Фёдоровны. Целью братства была забота о детях страдавших идиотизмом, эпилепсией, припадками, нервными болезнями и детей-калек, которых не принимали в другие учреждения. Другой целью братства было первоначальное обучение умственно отсталых детей. Вскоре на средства братства содержалось уже 5 специальных приютов. Его устав также предусматривал содержание общины, в которой подготавливались сестры для работы с детьми в этих учреждениях.
После Великой Октябрьской революции 1917 года Екатерина Константиновна участвовала в преобразовании приютов в государственные детские дома. В 1918—1920 годах она преподавала на курсах по подготовке педагогов-дефектологов в Петрограде.
Екатерина Константиновна Грачёва умерла 2 февраля 1934 года в Ленинграде. Место её захоронения не установлено, но предположительно она была похоронена рядом с родителями на Смоленском православном кладбище.

### Комментарии
1. ↑  Николая Константиновича спасло чудо. В декабре 1890 года ему явилась Богоматерь с ангелами и сказала: «Шестого декабря в день твоего ангела попроси сестру привезти тебя в Скорбященскую часовню, что на Шлиссельбургском тракте, помолись перед чудотворной иконой и ты исцелишься, но об этом до исцеления никому не говори». Так и случилось.